# ドラッケン
『ドラッケン』 (Drakkhen) は、1989年にフランスのインフォグラムから発売されたAmiga用ロールプレイングゲーム。
4人の英雄を操作し、人型ドラゴンである「ドラッケン」と人間が共生する「ドラッケン島」の肥大を食い止め世界を救出する事を目的としている。性別によって所属可能なジョブが異なる事や、疑似3Dとなっている画面構成などを特徴としている。
開発はフランスのDraconianが行い、ゲーム・デザインは『North & South』（1989年）にてシナリオを手掛けたステファン・バウデット、音楽は『North & South』を手掛けたチャールズ・カレが担当している。
同年にAtari STおよびPC/AT互換機に移植された他、1990年にFM TOWNS、1991年にスーパーファミコン、PC-9800シリーズ、X68000に移植された。

## ゲーム内容

### ジョブ
このゲームには、4種類(男性用ジョブ、女性用ジョブを分けて数えると6種類)のジョブが存在し、4人のキャラクターを作成することになる。また、同性の同一のジョブのキャラクターは複数作成できない（スーパーファミコン版は異性同士であっても作成できない）。
ファイター（男性）／アマゾン（女性）
戦士であり、ドレス以外の武器防具は全て装備ができ、攻撃の主力にしやすいが、魔法は殆ど使えない。
スカウト
偵察兵であり、武器防具はファイターやアマゾンと同一の物が装備できるが、やや攻撃力や体力などが劣る。しかし鍵を開けたり、ダンジョンを明るくしたりなどの補助魔法を中心に、魔法がある程度は使用できる。
マジシャン（一部の作品でのみ、女性はソーサレス（Sorceress）となっている）
魔法使いであり、攻撃魔法を使用できる。攻撃力や体力などは劣り、また装備できない防具が多いが、防具として（青い）ドレス（スーパーファミコン版はコートと記述）がこのジョブのみ装備できる。
プリースト（男性）／プリーステス（女性）
僧侶であり、回復魔法を主に使用できる。攻撃力や体力などは劣り、また装備できない防具もあるが、防具として（茶色の）ドレス（スーパーファミコン版はローブと記述）がこのジョブのみ装備できる。
ゲームクリアにはスカウトとマジシャンしか使えない魔法「アンロック」が必須であるため、パーティー編成の際にどちらかを最低でも一人は入れなければならない。

## 設定

### ストーリー
ある時、突然魔法がこの世界から消えてしまった。愚かな戦士が、魔力の源となっているドラゴンを殺してしまったからであった。その後の調べで、地図にはない「ドラッケン島」という島が発見され、そこでは人型ドラゴンであるドラッケンと、人間が暮らしている事が明らかになった。またこの島は徐々に大きくなっていき、いずれは世界中を食いつぶし、人間を滅亡させてしまうことが明らかになってきていた。世界の危機を救うため、4人の英雄（プレイヤー達）がこの島に旅立つことになった。4人の英雄は、この危機を乗り切るために、ドラッケン達の内乱を鎮め、9つのジェムを集めなくてはならないのであった。

### ドラッケン文字
このゲームには（スーパーファミコン版を除き）、ドラッケン文字という架空の文字が登場し、（特に最初のうちは）取り扱い説明書を読んで翻訳しなければならず、特に魔法は全てドラッケン文字にて表示されるため、ドラッケン文字を知っておかなければ魔法を使用することすらままならなくなってしまう。
なお、このドラッケン文字は、単にアルファベットを記号に置き換えた物であるため、対応を覚えれば説明書を読む必要はなくなる。（魔法・アイテムのドラッケン文字は効果に対応した、英単語を略したものが殆どである）

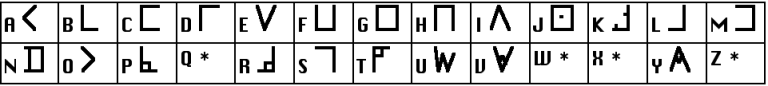
ドラッケン文字一覧（*は該当文字なし）

### 舞台
ゲームの舞台であるドラッケン島は、四角形のマップで表される。草原、湿地、雪原、砂漠の四つのエリアがあり、それぞれのエリアを支配しているドラッケンが男女一体ずつ存在する。
草原
ここからゲームが始まる。住人なども比較的多く見られるエリアである。支配しているドラッケンは、ホドケン（男）と、ホドカ（女）である。
湿地
水たまりが多く、落ちるとキャラクターが溺れてしまうので、慎重に移動する必要がある。支配しているドラッケンは、アーケン（男）と、アーカ（女）である。
雪原
一面の銀世界で、道が少なく迷いやすいので注意が必要。支配しているドラッケンは、ナクトケン（男）と、ナクトカ（女）である。
砂漠
強力な恐竜、更にはドラゴンがいきなり出て来る危険なエリア。その強さゆえ、防具を破壊されたり、一撃でキャラクターが殺されたりすることも多い。支配しているドラッケンは、ハズルケン（男）と、ハズルカ（女）である。

## 移植版
| No. | タイトル   | 発売日                     | 対応機種           | 開発元           | 発売元           | メディア                          | 型式               | 備考 | Ref.  |
| --- | ---------- | -------------------------- | ------------------ | ---------------- | ---------------- | --------------------------------- | ------------------ | ---- | ----- |
| 1   | Drakkhen   | 1989年                     | Atari ST           | Draconian        | インフォグラム   | フロッピーディスク                | -                  |      |       |
| 2   | Drakkhen   | 1989年 1990年              | PC/AT互換機        | Draconian        | インフォグラム   | フロッピーディスク                | -                  |      |       |
| 3   | Drakken    | 1990年11月1日              | FM TOWNS           | インフォグラム   | 富士通           | CD-ROM                            | -                  |      |       |
| 4   | ドラッケン | 1991年1月1日 1991年5月24日 | スーパーファミコン | コトブキシステム | コトブキシステム | 8メガビット+64キロRAMロムカセット | SNS-DK-USA SHVC-DK |      | [ 2 ] |
| 5   | Drakken    | 1991年3月15日              | PC-9801            | バンデット       | エピックソニー   | フロッピーディスク                | -                  |      |       |
| 6   | Drakken    | 1991年9月6日               | X68000             | バンデット       | エピックソニー   | フロッピーディスク                | -                  |      |       |
| 7   | Drakken    | INT 2018年2月8日           | Windows            | インフォグラム   | Piko Interactive | ダウンロード (Steam)              | -                  |      |       |

### Amiga版
原作となるプラットホームで、歌唱つきのオープニングが流れる。
メディアは512KBフロッピーディスク二枚組になっており、ゲームデータをセーブするには別途フロッピーディスクが一枚必要になる。また、ゲームを途中からプレイする、もしくはデフォルトのキャラクターでプレイする場合はディスク1から。キャラクターを新規で作成し、途中でセーブをする予定がある場合にはディスク2から起動する必要があり、ディスク2から起動した場合には上述のオープニングは流れない。
擬似3Dの世界の広がり、独特の神秘的な設定は当時のゲーマーに大きな衝撃を持って迎えられ、様々な機種への移植が熱望されることになる。

### FM TOWNS版
- タイトル画面で英語版と日本語版を選択でき、セーブデータは共通である。
- BGMは、CD-DAで収録されている。
- 日本語版での、ストーリー上の主要な台詞は、CD-DAのトラックに収録されている。音声は著名な声優が担当。
- 配布メディアはCD-ROMだが、ゲームの進行を記録するために、3.5インチ2HDのフロッピーディスクが1枚必要。
- 小冊子、地図などのオマケが添付されている。

- 名義は、開発：Infograms、販売：富士通だが、移植作業そのものは日本側スタッフが担当。
- HDDインストール機能は無いが、必要なファイルを全てHDDにコピーした上で実行ファイルの中に記述されたCD-ROMのドライブレター部分(Q:\)をインストール先のドライブに書き換えることで、HDD上で動作させることは可能である。
- 画面モードは、640x480/TrueColor中256色モードを利用。画面を縦横2倍に拡大し、320x240相当のバッファを4面確保して、オフスクリーン領域に書き込んでから切り替えて表示する古典的なアニメーション方式。
- 発売前にはスケルトンと戦うデモが公開されていたが、市販バージョンでは登場しない。

### スーパーファミコン版
コトブキシステムによる移植作品。スーパーファミコン初のロールプレイングゲーム。PCとはプレイヤー層もインターフェースもまるで違う家庭用ゲーム機への移植ということもあってか難易度はある程度下げられており、システム面についても殆ど別のゲームと言っても差し支えないほど多数の変更・省略がなされている。ゲーム内において示されるヒントも非常に分かりやすくなっているため、攻略情報が一切ない状態であってもシステム面に馴染むことさえできればクリアは十分に可能である。
以下、目立った変更点の例を列挙する。
- 原作では失敗するとキャラクターが即死していたトラップが緩和・あるいは削除された。たとえば、ホドケン城の堀に棲む人喰いザメがある程度ゲームが進行するまで登場しなかったり、進入可能条件を満たしていないダンジョンに突入しようとしても衛兵に追い返されるだけで済むようになっているなど、総じてプレイヤーに優しい変更となっている。
- 特定の条件を満たさないままセンターオブアイランドに行った場合、原作ではドラゴンに襲われる（4種類いるが、どれも作中最強クラスのモンスターで、並のレベルではまず勝ち目がない）が、スーパーファミコン版ではただ追い返されるだけで済む（これを利用した裏技も存在する）。
- 地図の表示が可能である。自分の位置と向きも確認することが出来るため、非常に便利。
- モンスターがかなり弱くなっている。低レベルでもそれなりに戦うことができ、他機種と比べて断然レベルも上がりやすい。
- ゲーム進行に合った装備品・アイテムを無尽蔵に購入・売却できる「さすらいの商人」が登場する。フィールド上にてランダムに遭遇するほか、酒場に行けば必ず会うことができる（一方、原作に存在していた唯一の武器屋は削除されており、店の主人も一切登場しない）。
- ドラッケン文字（後述）が登場しない。これに伴い、ドラッケン文字に関連した謎解きや魔法はすべて削除されている。
- 各キャラクターのセリフから壁に刻まれている文字・システムメッセージに至るまで、あらゆる文章表現が書き直されている。難解な言い回しが平易な表現に書き換えられて分かりやすくなっているほか、コトブキシステムの往年の作品にもみられるような、珍妙で奇怪だが妙に愛着の湧く表現も一部ではあるが加えられている。
- 寺院は一度利用するだけで全員が完全に回復されるようになっており、料金もかからない（これに伴い、司祭の発言の一部に多少の矛盾が生じている）。
- 最後の謎解き（これが結構分かりにくく根気が必要と思われる）が、完全に削除されている。
- 一部のフィーチャーが削除されている。たとえば、空ビンを持っていても各ダンジョン内に点在する泉から水を汲むことができなくなった、など。
- 他機種ではファイター・アマゾン・プリースト・プリーステスでパーティーを組んでしまうと「アンロック」の魔法を誰も使えないため、ストーリー上必須である「アーケン城に入る」ことができず、ゲームをクリアすることができない「ハマり」になってしまうが、SFC版では同じジョブのキャラクターは、たとえ異性であっても複数作成できない。すなわち、各職業のキャラクター1人ずつのプレイを強制されることとなり、パーティ編成でクリア不可能になることはない。
- キャラクターの初期装備が一部異なる。
- キャラクターのグラフィックについても、かなり原作と異なっている点がある。たとえば、上半身用の防具の下半身にはみ出している分は表示されない。
- 上半身用防具の重ね着は一切出来なくなっている。たとえば、原作ではシャツの上に鎧を着ることが出来たが、スーパーファミコン版ではどちらか一方のみしか装備できない。
- 音楽面の変更。BGMが全面的に違うほか、モンスターが交戦時に発する鳴き声などといった効果音類も大幅に変更されている。世界観を壊さず、かつ日本の家庭用ゲーム機ユーザーの嗜好を汲み取った音楽となっている。

また、続編として『スーパードラッケン』（1994年）が発売されているが、ゲームシステムは全く異なり、シナリオ的には続編であるものの、ゲームとしては全く別の内容となっている。
その他に、『スーパードラッケン』とは別に、『ドラッケンII』という続編が予定され開発されていたが（本作のエンディングでもそれを予告する様な表現が為されていた）、開発中止となった。

### PC-9801版
EPIC SONY(現:エピックレコードジャパン)による移植作品。音楽などが全く異なる物に変更されており、原作と比べると後述のスーパーファミコン版よりは桁外れに強いものの、モンスターがかなり弱くなっているなど、難易度が調整されている。
垂直走査中にパレットを切り替えることによりハード由来の厳しい色数制限を乗り越えた多色表示（48色）を実現していた点と、日本語、英語、フランス語を始めとする数カ国語への対応をいち早く実現していた点がセールスポイントとなっていた。
データ圧縮を駆使し、メディアが2HDフロッピーディスク一枚に抑えられている点も快適さを損わないための工夫である。ゲーム中セーブを行うには別途もう一枚ディスクが必要である。プロテクトとしていわゆるキーディスク方式を採用しており、起動時のみマスターディスクが必要だが、ハードディスクへのインストールも可能になっている。HDDで遊ぶ場合はセーブ用のディスクは不要である。

### X68000版
PC-9800シリーズ版と一緒に、EPIC SONYによって移植された。システムそのものはPC-9800版とほぼ同一だが、ハードウェア性能を生かし画質やサウンドなどの品質が向上している。
メディアは2HDフロッピーディスク2枚組で、プログラムディスクをドライブ0、データディスクをドライブ1にセットしてプレイする。

## スタッフ
オリジナル版
- コンセプション：ステファン・バウデット、リチャード・ボテット、マイケル・ロイヤー、ローレン・サルメロン
- シナリオ：フランソワ・マルスラ＝フロワドヴァル
- グラフィック：ドミニク・ジルー、フレデリック・バスク
- 音楽、FX：チャールズ・カレ

PC-9801版
- プロデューサー：高橋裕二
- ディレクター：高橋秀樹
- アダプション：金井哲夫
- プログラム：沖田泰志 (BANDIT)、倉田佳彦 (BANDIT)
- 音楽、効果音：戸田誠司 (FAIRCHILD)、永田英哉
- グラフィック・モディファイケーション：OOURA、ON
- ディスク・プロテクション：MORITA

X68000版
- プロデューサー：高橋裕二
- ディレクター：高橋秀樹
- アダプション：金井哲夫
- プログラム：倉田佳彦 (BANDIT)、沖田泰志 (BANDIT)、ふじたまさし (BANDIT)
- 音楽、効果音：戸田誠司 (FAIRCHILD)、永田英哉
- グラフィック：ON
- ディスク・プロテクション：MORITA

スーパーファミコン版
- アウトサイド・プログラマー：なかもとひろのり
- インサイド・プログラマー：たにおさむ(THE THRASH METAL!!)
- アシスタント・プログラマー：せとうまさとし
- メイン・グラフィック・デザイナー：すえだきみなり
- タイトル・グラフィック：GRIND KING KAMIGAKI、NYB PRODUCTS
- 音楽、LSVDプログラマー：増野宏之
- データ・クリエイター：いけうちかつよし、たかばりえ
- テキスト・デザイナー：きどまさこ、ひらはらしょうこ、はしむらひろえ

## 評価
スーパーファミコン版
- ゲーム誌『ファミコン通信』の「クロスレビュー」では合計28点（満40点）[6]、『ファミリーコンピュータMagazine』の読者投票による「ゲーム通信簿」での評価は以下の通りとなっており、20.59点（満30点）となっている[1]。この得点はスーパーファミコン全ソフトの中で157位（323本中、1993年時点）となっている[1]。

| 項目 | キャラクタ | 音楽 | 操作性 | 熱中度 | お買得度 | オリジナリティ | 総合  |
| 得点 | 3.44       | 3.52 | 3.32   | 3.50   | 3.13     | 3.67           | 20.59 |

- ゲームムック『死ぬ前にクリアしたい200の無理ゲー ファミコン&スーファミ』のレビューには「多すぎる初見殺しとシュールなBGM」とまとめられており、その即死性から本作自体が「無理ゲー」扱いされている[2]。